# Oreste Corbatta
Oreste Omar Corbatta Fernández (11. března 1936, Daireaux - 5. prosince 1991, La Plata) byl argentinský fotbalista.
Hrál jako pravé křídlo za Racing Club, CA Boca Juniors a Independiente Medellín. Hrál na MS 1958.

## Hráčská kariéra
Oreste Corbatta hrál jako pravé křídlo za Racing Club, CA Boca Juniors, Independiente Medellín, Club Atlético San Telmo, Italia Unidos a Tiro Federal.
Za Argentinu hrál 43 zápasů a dal 18 gólů. Hrál na MS 1958, kde dal ve 3 zápasech 3 góly.

## Úspěchy
Racing
- Primera División: 1958, 1961

Boca Juniors
- Primera División: 1964, 1965

Argentina
- Mistrovství Jižní Ameriky: 1957, 1959 (III-IV)